# Scheut (Anderlecht)
Scheut is een wijk van de Belgische gemeente Anderlecht in het Brussels Hoofdstedelijk Gewest. De wijk ligt in het noorden van de gemeente, tegen de grens met Sint-Jans-Molenbeek. In het westen ligt de buurt Scheutveld en iets ten noordwesten bevindt zich het Scheutbos.

## Geschiedenis

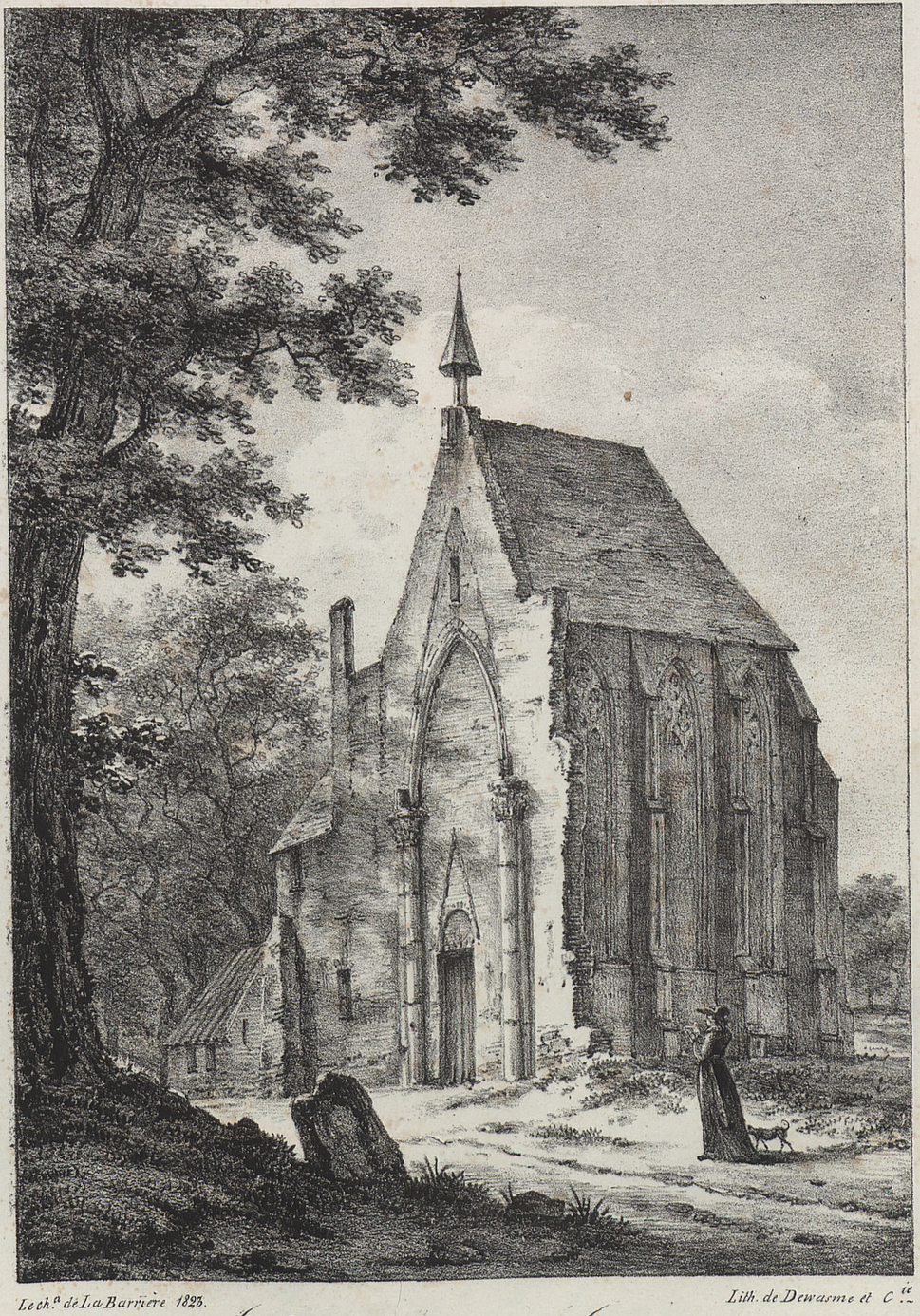
De vroegere kapel van Scheut

Een oude vermelding van de plaats gaat terug tot 1401 als Scote. In de Slag bij Scheut versloeg Lodewijk van Male op 17 augustus 1356 de Brabanders. In 1454 werd in Scheut het Kartuizerklooster Onze-Lieve-Vrouw-van-Gratie gesticht. Door godsdienstoorlogen werd het tegen 1578 verlaten. Het werd in de loop van de jaren 1580 nog heropgebouwd, maar het klooster werd ten slotte overgebracht naar Brussel. 
In de nabijheid van de verlaten Kartuis plaatste het Franse leger in 1695 de kanonnen waarmee Brussel gebombardeerd werd. Op de Ferrariskaart uit de jaren 1770 staan in het landelijk gebied een hof en kapel van Scheut getekend. Het omliggend gebied bleef tot de 20ste eeuw landelijk en werd Scheutveld genoemd.
De Congregatie van het Onbevlekt Hart van Maria, in 1862 opgericht, vestigde zich in een huis aan de Ninoofsesteenweg in Scheut. De missionarissen gingen China evangeliseren en werden bekend als Scheutisten. De oude kapel werd in de kerk van Scheutisten opgenomen maar in 1974 gesloopt om plaats te maken voor een supermarkt. De toenmalige conservator van het Erasmushuis kon nog op de valreep de gebeeldhouwde kraagstenen en sluitstenen redden. Die werden onlangs aan Rogier Van der Weyden toegeschreven.

## Bezienswaardigheden

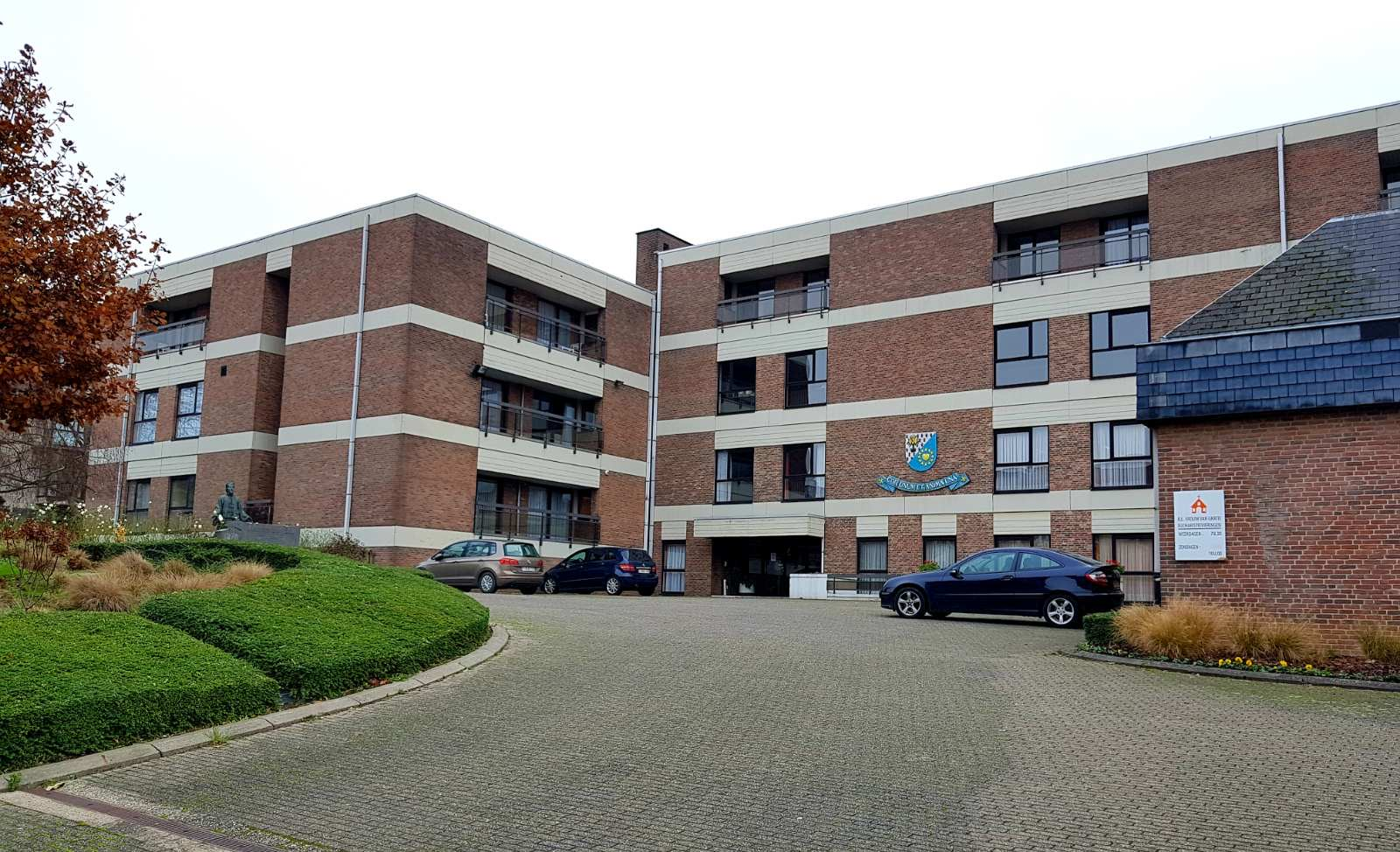
Missiehuis van Scheut

- De moderne Sint-Vincentius a Paulokerk, gebouwd in de jaren 1930 door de Antwerpse architect Jos Smolderen.[1][2]
- Het Missiehuis van Scheut, in een deel waarvan het Chinamuseum is gevestigd.
- Het hoofdpolitiebureau van de politiezone Brussel-Zuid.
- Het Bospark, gelegen op de voormalige begraafplaats van Anderlecht.

## Verkeer en vervoer
Door Scheut loopt de Ninoofse Steenweg (N8), vanuit het centrum van Brussel richting Ninove.